# Jaksa Gryfita

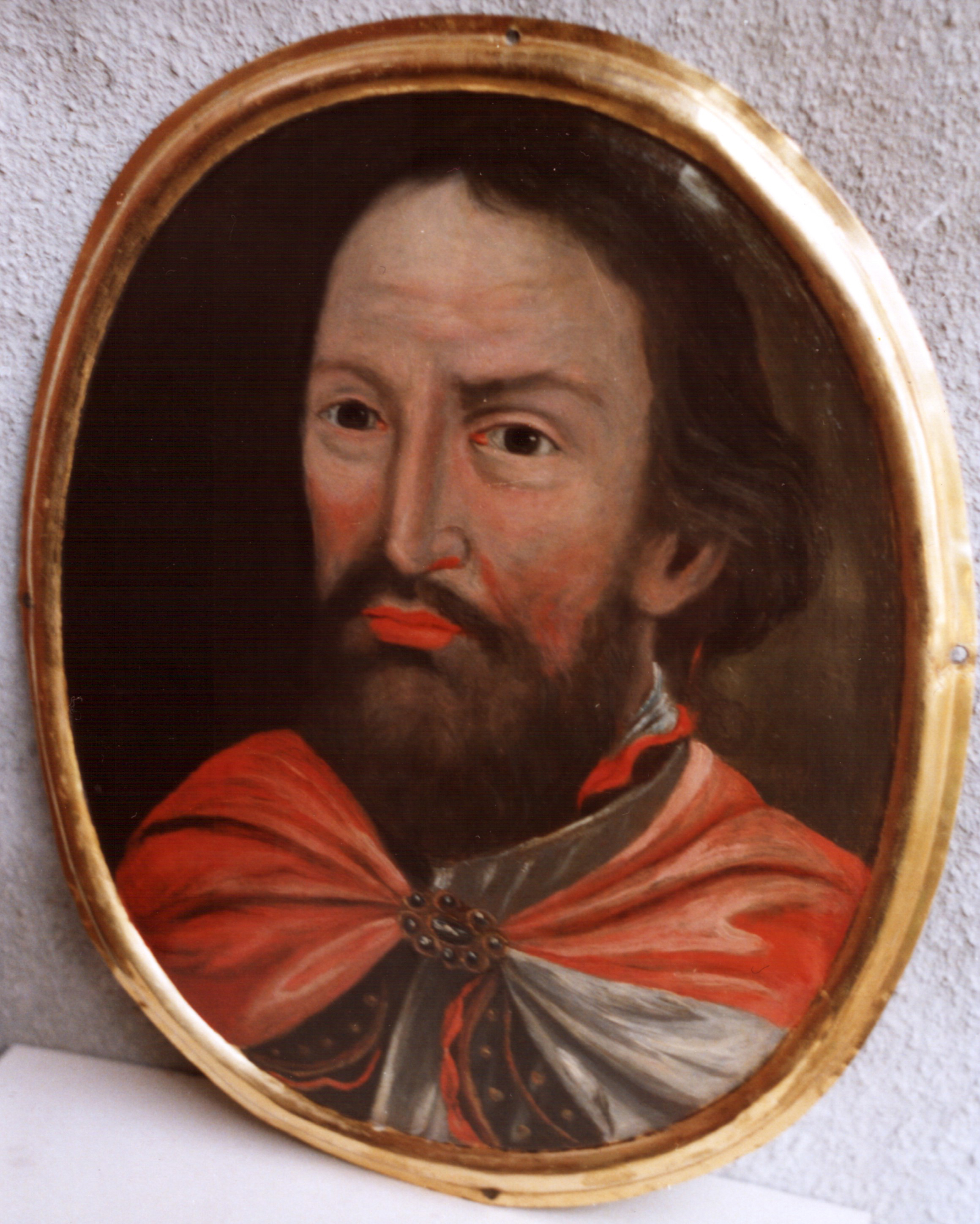
Portret imaginacyjny Jaksy Gryfity ze szczytu pomnika przyściennego wzniesionego na pamiątkę fundatora, XVIII wiek, Bazylika Grobu Bożego w Miechowie

Jaksa Gryfita, Jaksa z Miechowa lub Jaxa Gryfita (ur. 1120, zm. ok. 1176) – możnowładca małopolski, krzyżowiec i fundator klasztoru bożogrobców w Miechowie.

## Życiorys
Część historyków uważa go za postać identyczną z pojawiającym się w źródłach tego samego okresu Jaksą z Kopanicy, który w 1145 poślubił Agapię, córkę Piotra Włostowica. Po śmierci księcia Przybysława-Henryka, wystąpił w 1150 roku z roszczeniami do jego spuścizny zostając w 1154 księciem Stodoran i utrzymując po 1157 roku Köpenick, gdzie bił własną monetę, by trzy lata później ulec Albrechtowi Niedźwiedziowi i schronić się w Polsce.
Pochodzenie Jaksy nie jest pewne, choć większość badaczy przychyla się do teorii, że należał on do możnowładczego rodu Świebodziców-Gryfitów. W starszych opracowaniach pojawiało się nawet stwierdzenie, że miał być on protoplastą rodu, jednak nie jest to możliwe z uwagi na brak męskich potomków (ród Gryfitów wywodził się zapewne od jego męskich krewnych).
Być może na przełomie lat 50. i 60. XII w. ufundował klasztor norbertanek w podkrakowskim Zwierzyńcu (według tradycji pierwszą jego przełożoną miała być córka Jaksy). W 1162 wyruszył na pielgrzymkę do Ziemi Świętej, z której powrócił po roku, przywożąc ze sobą Marcina Gala, kanonika zakonu bożogrobców. Ufundował wówczas klasztor bożogrobców w Miechowie. Był też ofiarodawcą licznych majątków dla klasztoru benedyktyńskiego w Sieciechowie oraz klasztorów norbertanek w Krzyżanowicach (być może był także fundatorem tego ostatniego).
Brał aktywny udział w życiu politycznym. W 1161 uczestniczył w zjeździe możnych w Łęczycy. W 1166/1167 miał uczestniczyć wraz z synem Piotra Włostowica Świętosławem w spisku przeciwko księciu Bolesławowi Kędzierzawemu.
W XVIII w. rajcy miechowscy chcąc uczcić pamięć Jaksy, utworzyli herb miasta z połączenia godła bożogrobców z Gryfem – godłem herbu rodu Gryfitów-Świebodziców.
W zbiorach Palazzo del Bargello we Florencji znajduje się bogato dekorowany miecz, tradycyjnie wiązany z osobą Jaksy z Miechowa.

## Literatura
- A. Małecki, Studya heraldyczne, t. II, Lwów 1890, s. 59-64.
- G. Labuda, Jaksa z Kopanicy – Jaksa z Miechowa, Polski słownik biograficzny, t. X, Wrocław 1962-1964, s. 339-341.
- L. M. Wójcik, Ród Gryfitów do końca XIII wieku. Pochodzenie — genealogia — rozsiedlenie, "Historia" CVII, Wrocław 1993, s. 12-23.
- S. Wrzesiński, Polscy krzyżowcy. Tajemnice średniowiecznych krucjat, Warszawa 2007.